# Giuseppe Tonelli
Giuseppe Tonelli (Florence, 30 octobre 1668 – 9 novembre 1732) est un peintre italien actif pendant la période baroque, principalement dans sa ville natale de Florence, spécialisé dans la quadratura.

## Biographie
Giuseppe Tonelli, né à Florence en 1668, est un élève de Jacopo Chiavistelli.
Stefano Ticozzi estime le style de l'artiste en ces termes :

« ...pittore sobrio ed elegante [...] ma è mancante di colorito e di espressione......peintre sobre et élégant [...] mais manquant de coloris et d'expression ... »

— Stefano Ticozzi, Dizionario degli architetti, scultori, pittori: intagliatori in rame ed in pietra, coniatori di medaglie, musaicisti, niellatori, intarsiatori d'ogni età e d'ogni nazione, Volumi 3-4, 1830
Il a travaillé aux côtés de Giuseppe Nicola Nasini (1696-1699) aux fresques du plafond du couloir du deuxième étage de la Galerie des Offices ainsi que la quadratura de Sebastiano Ricci dans le palais Pitti.
Giuseppe Tonelli est mort probablement à Florence en 1732.
Parmi ses élèves figure Pietro Anderlini.

## Œuvres
- Plafond de l'église Sant'Egidio, Florence
- Fresques du plafond du couloir du deuxième étage de la Galerie des Offices (1696-1699)
- Quadratura de Sebastiano Ricci, palais Pitti.